# Welcome! つぼみ園
『Welcome! つぼみ園』（ウェルカム!つぼみえん）はおーはしるいによる日本の4コマ漫画作品。芳文社の雑誌『まんがタイムラブリー』（月刊）にて2007年8月号にパイロット版が掲載された後、同年11月号から2011年1・2月合併号まで連載された。同誌の全面リニューアルに伴い、同社『まんがタイム』に発表の場を移し2011年2月号から2014年6月号まで連載された。
スピンオフとして中山家を描いた『Special Sweet Home』（『まんがタイムスペシャル』・『まんがタイムコレクション』など）もここで掲載する。

## 概要
- 同雑誌で連載していた前作品『会計チーフはゆ〜うつ』（以下『チーフ』）の主人公であった藤本靖が、同作最終回で保育士に転職するため会社を辞め、同様に描かれた「5年後」にて元部下（ヒロイン）の中山有里子と結婚する。それより10年の時を経て靖が有里子の助力により幼稚園の園長として独立して後の話である。なお本作においては主人公続投は行われず、新たな主人公として靖が園長を務める保育園の新米保育士・桐原ことみが設定されている。
- あくまでもことみを主人公とし保育園「つぼみ園」を舞台とした独立作品として執筆されているが、前作品のキャラクターが2010年時点で既に3人（靖・有里子・由紀）登場している。このことから、時として単なるスピンインにとどまらず「『チーフ』の続編」視されることがある。
- 作者のまんがタイムシリーズ作品では初めて鼻がある主人公である。しかし、中山家や一部の人物は前作同様に鼻がない人物も登場する。
- 中山家（靖・有里子・つぼみ）の3人を描いたスピンオフ作品もある。（詳細は作品紹介参照）

## あらすじ
主人公・桐原ことみが保育園児（当時5歳）の頃、実習生だった靖と出会う。ことみにはその実習生がとても印象深く残り、いつしか彼のような保育士になることを目指す。
それから15年、短大生になったことみは保育士になるために保育園での実習に励んでいた。ある日、友人で実習生仲間の成田東馬、榎本櫻子と進路についての話をする中でちまたでウワサの『スーパー保育士』が保育園を開園する事を耳にする。ことみは東馬、櫻子と共にその園を見学。「つぼみ園」はビルのテナントの1階という小規模なものだったが、そこにはことみの憧れだった靖が園長となっており、二人は再会を果たす。靖もことみの事を覚えていて、あまりの感動にことみはこの園で働きたいと嘆願。無事に合格したことみと共に、櫻子と東馬もそこで働く事を決意する。
晴れて保育士となった3人。そして瀬戸あゆむをはじめ個性あふれる園児たちや園長と一緒に『つぼみ園』で笑いあり、涙ありの日々が始まる。

## 主な登場人物
※靖・有里子・由紀の年齢は推測
桐原 ことみ（きりはら ことみ）（20）
本作の主人公。幼い頃世話になった「藤本先生」に憧れ、保育士を目指す。就職活動中に訪問した開設間近の無認可保育園「つぼみ園」の園長が、偶然にもその恩師であり、成長した自分を一目で識別してくれたことに感動し、園への就職を希望した。
（「成長した」と前述したが）心身共に幼い感じで、園児達からは先生として懐かれるというより同次元で遊ばれている。料理や音楽（歌・ピアノ）やお絵描き・工作などは壊滅的に下手であるが、持ち前のバイタリティと明るさ、「園児が大好き」という強い気持ちで日々の保育業務をこなしている。
かなりの大食いで、中華料理の5〜6人分のコース料理を一人で残さず平らげる胃袋の持ち主。給料の殆んどが食費に消え美容院代にも事欠くので、髪の毛のカットは母親にやってもらっている。
成田 東馬（なりた とうま）（20）
ことみと共につぼみ園に勤める新人保育士。通園バスの運転手もこなす。
お調子者で軽い性格。ことみが好きで、常に（やや婉曲に）アプローチをかけ続けている。しかしそのつど櫻子に厳しい突っ込みを入れられるか、ことみに「弟」のように思われている為、全く伝わらずに血涙を流す日々を送っている。
榎本 櫻子（えのもと さくらこ）（20）
ことみと共につぼみ園に勤める新人保育士。セレブとのデートも多い長身の美人。
毒舌で「お金大好き」が口癖だが子供好きで、悪女キャラを子供の前では見せることはない。
条件のいい就職を望んでいたが、ことみが希望する園に一緒に就職するなど友達思いの面も持つ。ことみのことは大好きだが、東馬のことは友人と思っていないらしい。
瀬戸 あゆむ（せと あゆむ）（5）
「つぼみ園」に通う女児。数年前に母を亡くし父子家庭に育ったせいか、物静かで大人びている。
パパのことは大好きだが、自分が慕っていることみをパパに取られそうな気がして、嫉妬している。
瀬戸 貴志（せと たかし）（30代前半）
あゆむの父で、眼鏡ダンディな男やもめ。最近、ことみのことが気になる模様。料理は下手。
本編中であゆむが自分を「15年くらい早く産んでほしかった」と発言した際に「（その頃は）中学生だった」と返答していることから、33～35歳位であると推測される。
中山 靖（なかやま やすし）旧姓：藤本（47）
保育園児時代からのことみの憧れの先生で、新人保育士3人を見る良き園長先生。
保育園では工作、裁縫、手芸全般をこなし、果ては園児の給食までも作りその上家事（自炊）もする。
事務関係は相変わらず苦手で櫻子に手伝ってもらう事もしばしば。妻の有里子にも『チーフ』時代から変わらず頭が上がらない。力関係も当時のまま。
昔飼っていたジャンガリアンハムスターのエリザベス（通称リズ）が死んでしまった時のトラウマから、保育園で動物を飼おうとした際に少し躊躇したが、情操教育の面などを考え、ウサギを飼うことにした。
本作品が始まる以前の時点で『チーフ』時代の部下・中山有里子と結婚し婿入りしたため改姓。
中山 有里子（なかやま ゆりこ）（39）
靖の妻で『チーフ』時代の元部下。現在は眼鏡をかけるようになった。保育園に来ると園児に泣かれるので園生活の場面では登場しない。
つぼみを出産後、会計の知識を生かして会計事務所を設立。休みの日は娘と2人で出かけてしまうことが多い。
料理をはじめ家事一般は相変わらず下手で、ことみを凌ぐ。
『チーフ』時代から飼っている三毛猫のたかこは存命で（推定20歳超）、今も共に住んでいる。
中山 つぼみ（なかやま つぼみ）（8）
靖と有里子の娘で小学2年生。名前は妻の「有里子」から連想し、「ゆり（百合）」の娘、ということで「つぼみ」と名づけられた。
内面は靖、ルックスは有里子似でお互いの長所を受継ぎ両親を気遣う優しい女の子。靖が保育園の名は彼女から取ったと公言している。
本編で登場した5歳時の姿には鼻がある。
白石 花野（しらいし かの）（5）
夏休みにつぼみ園へ遊びに来ていた双子の姉。とってもおませで恋愛についてはうるさく母親譲り。
白石 樹（しらいし いつき）（5）
花野と一緒に来ていた双子の弟。とても元気で常に走り回っており、地元でも問題児と言われている。
あゆむに好意を持つが当初は接し方が分からず戸惑わせていたが、ことみのアドバイスを受け帰る頃には一緒に遊べるようになった。
白石 由紀（しらいし ゆき）旧姓：大崎（39）
花野と樹の母親。靖の元部下で有里子の友人。本編では鼻があり少し面長になったが、番外編では『チーフ』時代と同じ姿。現在は会社を辞め、夫・広樹の実家で暮らしている（自分の実家はその隣）。村一番の子宝母さんと言われており、中学生3人、小学生4人、そして花野と樹、計9人の母。更に10人目を妊娠中で、夫の「家族だけのサッカーチーム」という夢の実現目前であることが判明。

## 書誌情報
- おーはしるい『Welcome! つぼみ園』 芳文社〈まんがタイムコミックス〉、全4巻（未完）[1]
  1. 2009年3月22日第1刷発行（2009年3月7日発売[2]）、ISBN 978-4-8322-6724-4
  2. 2010年9月22日第1刷発行（2010年9月7日発売[2]）、ISBN 978-4-8322-6884-5
巻末に「Special Sweet Home」1話目（『まんがタイムスペシャル』2009年4月号初出）収録
  3. 2012年2月22日第1刷発行（2012年2月7日発売[2]）、ISBN 978-4-8322-6884-5
巻末に「Special Sweet Home」2話目（『まんがタイムコレクション』2010年9月号初出）収録
  4. 2013年8月22日第1刷発行（2013年8月7日発売[2]）、ISBN 978-4-8322-5213-4
- おーはしるい『Welcome! つぼみ園 FINAL』 るいまる〈同人誌として自家発行〉[1][3]
『まんがタイムコミックス』未収録分。